# Beni relazionali
I beni relazionali sono tutte le forme di beni prodotti dalle relazioni, ossia:
- Beni che possono essere solo prodotti e fruiti assieme dai partecipanti ad una determinata azione o ad un determinato evento.
- Beni né strettamente pubblici, né strettamente privati, appartengono cioè all'area sociale.
- Beni che non sono frazionabili, né concepiti come somma di beni individuali.
- Beni caratteristici delle reti informali (beni relazionali primari) e delle reti associative (beni relazionali secondari).
- È un bene nel senso di una realtà esterna ai soggetti anche se generata da essi, che soddisfa esigenze umane primarie e secondarie di tipo relazionale[2].

I beni relazionali consistono in relazioni e solo di relazioni sociali, non di apporti individuali né di una realtà collettiva da cui discenda come conseguenza o effetto derivato.
La caratteristica fondamentale è che richiedono una forma di condivisione – sharing – volontaria come condizione necessaria, anche se non sufficiente, la quale diviene sufficiente nella misura in cui viene praticata la norma della reciprocità.
I beni relazionali si distinguono in:
- Primari se riferiti alle relazioni primarie, faccia a faccia, come ad esempio nella famiglia
- Secondari se riferiti alle relazioni secondarie, cioè associative, come nelle formazioni sociali intermedie di privato sociale.

Il concetto di “bene relazionale”, introdotto nel dibattito teorico alla metà degli anni Ottanta (1986) dal filosofo e sociologo Pierpaolo Donati e dalla filosofa Martha Nussbaum, si è sviluppato grazie al contributo di diverse discipline, prima fra tutte l'economia, grazie ad autori quali Benedetto Gui, Luigino Bruni e Stefano Zamagni, Carole Uhlaner e in tema di relazionalità virtuale con Davide Tutino.
La categoria del "bene relazionale" si pone al centro della sociologia relazionale. Di particolare importanza è l'analisi del rapporto che unisce tra loro i beni relazionali e il capitale sociale (che consiste nelle relazioni di fiducia, cooperazione e reciprocità). Quest'ultimo infatti costituisce al tempo stesso una precondizione per la nascita di un bene relazionale ed è a sua volta rigenerato da questo, in un circolo virtuoso. Per intenderci, il capitale sociale “non è la risorsa che un individuo può mobilitare usando in modo strumentale la sua relazione con chi può procurargliela. Ma è la relazione stessa, se e in quanto si tratta di una relazione, che ha la potenzialità di essere sorgente di uno scambio sociale che avviene in una maniera sui generis non di tipo commerciale né politico, ma come azione finalizzata a uno scopo che opera attraverso la fiducia e norme cooperative, mobilitando le risorse accessibili”.
Dunque, secondo l'approccio relazionale, il capitale sociale si configura come un particolare bene relazionale che compare al di là dell'individuo e della collettività, fatto di relazioni costruite mediante l'interazione. In tal senso i beni relazionali escono dal campo strettamente teorico e diventano uno strumento operativo per progettare interventi nel sociale, in cui la costruzione di capitale sociale è basilare per la coesione sociale, e in particolare l'inclusione di soggetti svantaggiati e in difficoltà.

## Relazione tra beni relazionali, felicità e reddito
La domanda se il reddito generi felicità ha tormentato gli economisti sin da quando Easterlin nel 1974 pubblicò una ricerca che mostra come un aumento del reddito non ha generato nel lungo periodo un aumento della felicità. Questo risultato va oggi sotto il nome di paradosso di Easterlin. In particolare Easterlin ha teorizzato come perseguire un aumento del reddito avesse un effetto negativo sui beni non materiali come le relazioni. Nel 2011 Becchetti, Bedoya e Trovato hanno trovato che le fasce di reddito più alte influenzano negativamente il tempo a disposizione per le relazioni. Tuttavia, gli stessi autori hanno anche trovato che questo effetto è opposto per altri livelli di reddito, poiché il raggiungimento di certi livelli di reddito può portare più tempo libero da dedicare alle relazioni. D'altra parte altri, come l'economista Justin Wolfers, non sono d'accordo con questa visione sterzando l'importanza dei soldi e della sicurezza finanziaria. Laddove Easterlin ha trovato che la felicità non è necessariamente correlata con il reddito, Wolfers trovò in uno studio di 155 Paesi che i Paesi più ricchi e le persone più ricche sono generalmente più felici. Su questo proposito, Becchetti, Pelloni e Rossetti (2007) hanno scoperto che un importante fattore rilevante è anche il reddito relativo. In particolare gli autori hanno trovato che un aumento del reddito di un membro del proprio gruppo sociale relativo al proprio reddito ha un effetto negativo sulla propria felicità.
Riguardo al dibattito su quanto siano importanti i soldi, un punto in comune è sicuramente il fatto che i soldi non sono l'unico fattore. Tradizionalmente, la felicità, nota come un concetto difficile da misurare, è definita economicamente come l'utilità ed è espressa come un'estensione della scelta, cioè più sono le opzioni disponibili, più aumenterà la felicità dell'individuo che si trova di fronte alla scelta. Lo studio sui beni relazionali suggerisce che la felicità può essere correlata con il consumo dei beni relazionali.